# Comtat de Nellenburg

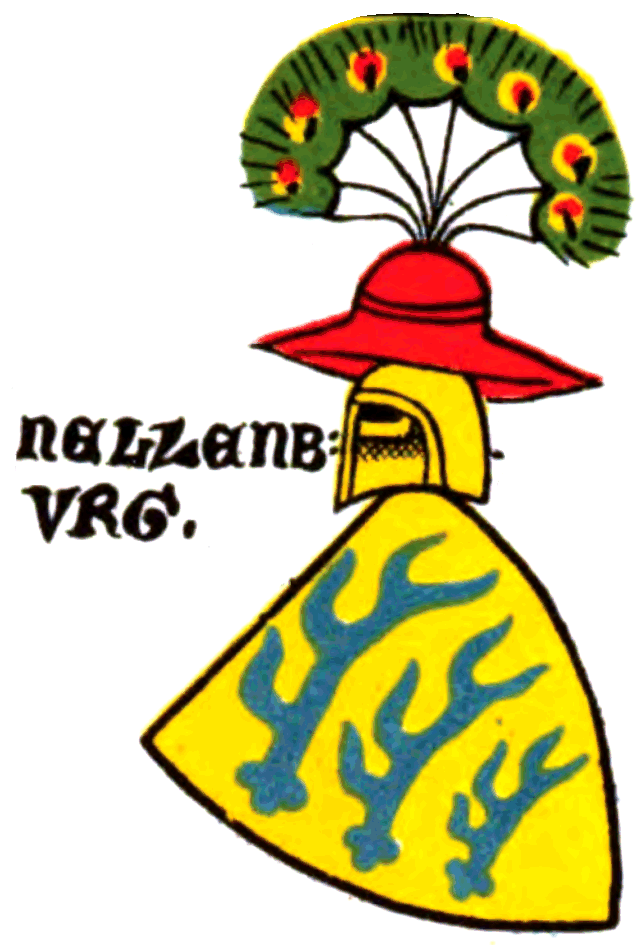
Escut dels comtes de Nellenburg al Zürcher Wappenrolle, vers 1340

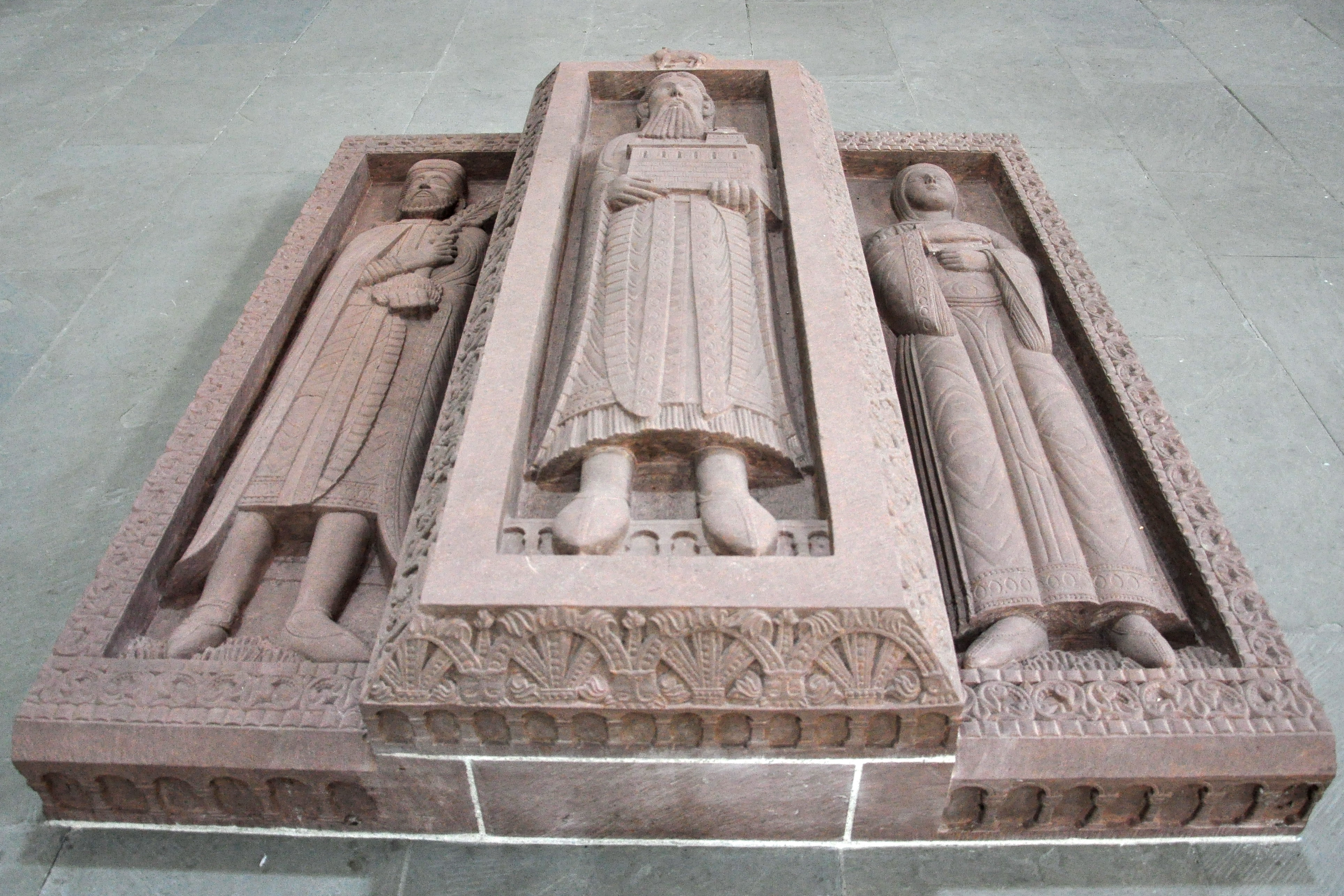
reconstrucció de la tomba dels Nellenburger al monestir de Tots els Sants: Enmig el comte Eberard VI, a la dreta la seva esposa, comtessa Ita († després de 1100), fundadora del monestir mixt de St. Agnes, i a l'esquerra el seu fill Burcard († 1101/02).

El comtat de Nellenburg fou una jurisdicció feudal d'Alemanya situat a la part del sud-oest i Suïssa del nord; els comtes de Nellenburg foren una nissaga noble important extingida vers el 1100/1105; les seves possessions i drets estaven concentrats principalment a Turgòvia, Zürichgau, Klettgau i Hegau. El castell epònim és testimoniat per primer cop el 1056.

## Història

### Primera línia
A les primeres generacions s'anomena la nissaga com Eberhardinger (Eberardings) fins a 1056, quan van agafar el seu nom dinàstic. Els comtes de Nellenburg eren els senyors del comtat homònim. El castell Nellenburg a Stockach era la seu principal dels comtes. Se'ls suposa emparentats amb els burcardings, els geroldians i els hunfrids; el primer comte esmentat ho fou el 889 al Zurichgau, un Eberard que hauria derivat de la casa dels Eticònides; la seva suposada filla Reginlinda (morta el 958) es va casar al duc Bernat de Suàbia, i a la mort d'aquest (926) amb el seu successor el duc Hermann, i va tenir estretes relacions amb el convent d'Einsiedeln del qual els Nellenburg foren els protectors o advocats fins a la meitat del segle XI. La família va rebre diverses vegades el càrrec comtal a Turgòvia i l'advocacia imperial de Zurich i es va moure regularment a l'entorn dels emperadors; la pèrdua de l'advocacia d'Einsiedeln el 1029 els va portar a transferir progressivament la major part de les seves activitats a l'alta vall del Rin. El comte de Nellenburg Eberard va fundar el 1034 una església funerària pel seu pare i els seus germans al cementiri de l'abadia de Reichenau; el 1045 va obtenir el dret d'encunyar moneda a Schaffhausen, i el 1049, junt amb la seva esposa Ita, va fundar el monestir benedictí de Tots els Sants (Allerheiligen) a aquesta ciutat de Schaffhausen. Durant el conflicte de les Investidures van prendre partit pel Papa i el 1078 l'emperador Enric IV els va retirar el comtat de Zurichgau i l'advocacia imperial. Abans de 1105 moria el darrer comte de la primera línia de comtes Nellenburg, Burcard III.

### Segona i tercera línia
Els principals hereus foren els seus parents, segurament nebots, Dieteric de Bürglen (a Turgòvia) i Adalbert de Morisberg. En 1170, els comtes de Veringen van adquirir per herència el comtat de Nellenburg i en van adoptar el nom. Aquesta nissaga es va dividir i repartir l'herència el 1216. Abans de 1256 unien l'àrea pertanyent a Nellenburg i Stockach amb l'Hegau. El 1422 el comtat fou venut als senyors de Tengen que la van vendre al seu torn l'any 1465 als Habsburg sota el duc Segimon.

### Final del comtat
Del 1465 a 1805 va pertànyer als Habsburg d'Àustria i formava part de la Vorderösterreichs. El 1805 el cercle imperial austríac que incloïa Nellenburg (amb la ciutat de Nellenburg amb aproximadament 25.000 habitants) va passar a Württemberg, el 1810 a Baden i finalment 1951/52 a Baden-Württemberg.

## Membres destacats de la família
- Eberard VI de Nellenburg (1010 al castell de Nellenburg a Stockach (Baden-Württemberg), † 25 de gener de 1078 a Schaffhausen (Suïssa), fundador del monestir benedictí de Tots els Sants a Schaffhausen l'any 1049
- Udo de Nellenburg (1030/1035, † 11 de novembre de 1078 a Tübingen), Arquebisbe de Trèveris de 1067 a 1077
- Ekkehard de Nellenburg (vers 1035/1040, † 24 de novembre de 1088), Abat del monestir de Reichenau de 1071 a 1088

## Genealogia dels comtes de Nellenburg
- Burcard I, comte al Zürichgau (vers 915/920, † vers 968)
  - Manegold I, comte al Zürichgau (vers 940/950, † 991)
    - Eberard V (Eppó) de Nellenburg, comte al Zürichgau (vers 980/990, † febrer de 1030/1034) ∞ Hedwiga de Egisheim (vers 990, † vers 1012, filla del comte Gerhard d'Egisheim i de Brigida de Baviera)
      - Burcard II de Nellenburg (vers 1009, † 18 de juny de 1053)
      - Manegold II de Nellenburg (vers 1010, † 17 d'agost de 1030)
      - Eberard VI de Nellenburg (anomenat "el Beneït", 1015, † entre el 26 de març de 1078/1 de març de 1080) ∞ Ita (1015, † 26 de febrer de 1106), filla del comte Welf II d'Altdorf i d'Imiza de Luxemburg.
        - Adelaida de Nellenburg (comtessa de Lauffen, vers 1030)
        - Udo de Nellenburg (1030/1035, † 11 de novembre de 1078)
        - Eberard VII de Nellenburg (vers 1035, † 9 de juny de 1075), mort en combat a Homburg an der Unstrut.
          - (?) Dieteric de Bürglen i Nellenburg (vers 1060, † després del 6 de juny de 1108)
            - Eberard VIII senyor de Bürglen

          - Adalbert II, comte de Mörsberg i de Dill (vers 1070, † 30 d'agost de 1125) ∞ filla de Dieteric de Mousson de la casa dels Scarponnois.
            - Mectilda ∞ Meginard comte de Sponheim

        - Ekkehard de Nellenburg (vers 1035/1040, † 24 de novembre de 1088)
        - Enric de Nellenburg (vers 1040, † 9 de juny de 1075), mort en combat a Homburg an der Unstrut
        - Burcard III de Nellenburg (1050, † vers 1105) ∞ Hedwiga (Hadewich) († després del 26 de febrer de 1105; filla d'un comte de Saxònia)
        - Adalbert de Nellenburg (vers 1040/1050, † poc després de 1050)
        - Irmengarda de Nellenburg ∞ Diethelm II comte de Toggenburg

    - Irmgarda de Nellenburg (vers 990/1000) ∞ Werner I de Winterthur

  - Eberard IV, comte al Zürichgau (vers 940, † 995) ∞ Gisela
    - Gebhart de Nellenburg (al voltant de 950)

  - Godofreu II, comte al Zürichgau (940, † 12 de novembre de 995)

### Altres
- Eberard I comte al Zürichgau vers 889
- Eberard II comte al Zürichgau + 958
- Eberard III comte al Thurgau vers 971
- Adalbert I de Nellenburg + vers 1050
- Bertold comte de Märstetten + vers 1122
- Eberhard de Nellenburg (1243, † 1253) 
  - Manegold de Nellenburg ∞ Agnes (filla del comte Walter d'Eschenbach i de Cunegunda de Schwarzenberg (Breisgau)
    - Agnes de Nellenburg († 1325) ∞ Frederic II senyor de Schalksburg († abans de l'abril de 1318)